# Airbus A320neo

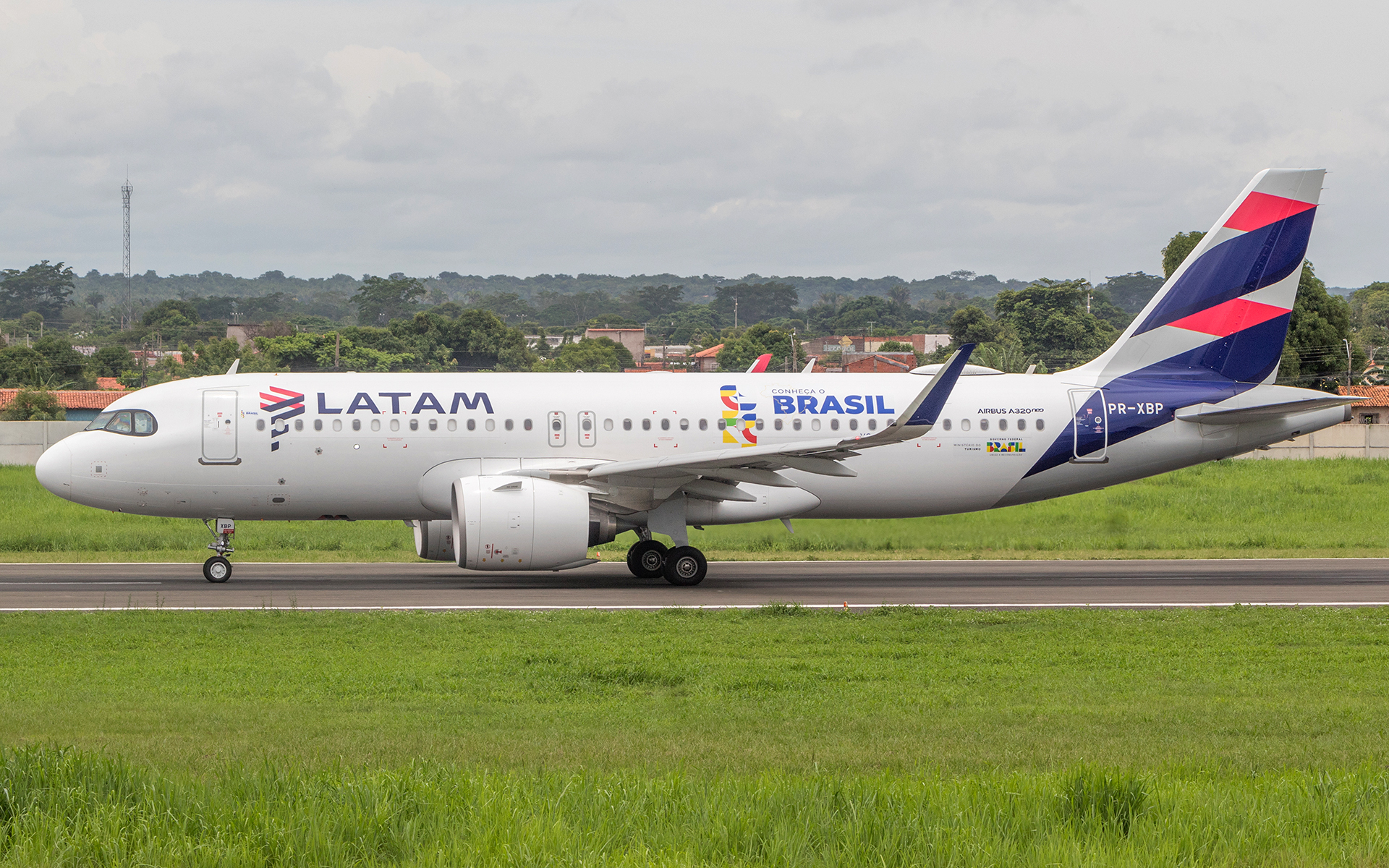
LATAM com aeronaves temáticas para a campanha “Conheça o Brasil: Voando” Airbus A320-271N PR-XBP LATAM Airlines Brasil no Aeroporto de Teresina (SBTE)

O Airbus A320neo é uma família de aeronaves bimotoras turbofan desenvolvida e fabricada pela Airbus. O A320neo - "New Engine Option - Nova Opção de Motor", substitui as aeronaves da família A320 original, que agora é referida como A320ceo, pois significa "antiga opção de motor". Além dos novos motores, o programa de modernização também incluiu melhorias como refinamentos aerodinâmicos, winglets, redução do peso, nova cabine de passageiros com maior espaço para bagagem de mão e sistema de purificação de ar melhorado. Os clientes terão a opção entre os motores CFM International LEAP-X ou Pratt & Whitney PW1100G.
Até dezembro de 2018, a Airbus recebeu 6 285 pedidos da aeronave. O primeiro A320neo foi apresentado em Toulouse em 1 de julho de 2014. O primeiro voo ocorreu em 25 de setembro de 2014. A certificação da Agência Europeia para a Segurança da Aviação (AESA) e da Administração Federal de Aviação (FAA) foi entregue em 24 de novembro de 2015. Em 25 de janeiro de 2016, o A320neo entrou em serviço com a Lufthansa. Seis meses depois, em Farnborough, o CEO da Airbus John Leahy informou que as aeronaves em operação naquele momento haviam atingido um índice de confiabilidade de 99,7%.

## Design e desenvolvimento

### Pacote de melhorias
Em 2006, a Airbus anunciou o "A320 Enhanced" (A320E), uma série de melhorias visando uma economia de combustível de 5%, com a adição de winglets, melhorias aerodinâmicas, redução de peso e uma nova cabine de passageiros. Na mesma época, o diretor de operações da Airbus, John Leahy, confirmou o interesse da Airbus em produzir uma nova versão do A320 nos próximos anos. Melhorias dos motores, reduzindo o consumo de combustível em 1%, foram realizadas também neste pacote de melhorias em 2007, nos motores CFM International CFM56 e IAE V2500.
Durante o show aéreo de Dubai em 2009, a Airbus anunciou um novo modelo de sharklet, mais longo e curvado apenas para cima. A instalação deste sharklet adiciona 200 quilogramas (440 libras) no peso da aeronave, porém oferece uma economia de combustível de 3,5% em voos de longa distância. Possui cerca de 2,5 metros (8 pés) de altura e permite uma redução de 700 toneladas anualmente na emissão de dióxido de carbono por aeronave, já que os sharklets reduzem o arrasto induzido da aeronave.
Em dezembro de 2011, a Airbus entrou com uma ação no estado americano do Texas sobre a empresa Aviation Partners, com alegações de violação de suas patentes do design dos sharklets, que foram concedidas em 1993. O primeiro A320E, equipado com os sharklets, foi entregue à Air New Zealand no show Aéreo de Paris de 2013, oferecendo um aumento de carga útil de 450 quilogramas (990 libras) e um aumento no alcance de 100 milhas náuticas (190 quilômetros).

### Cabine

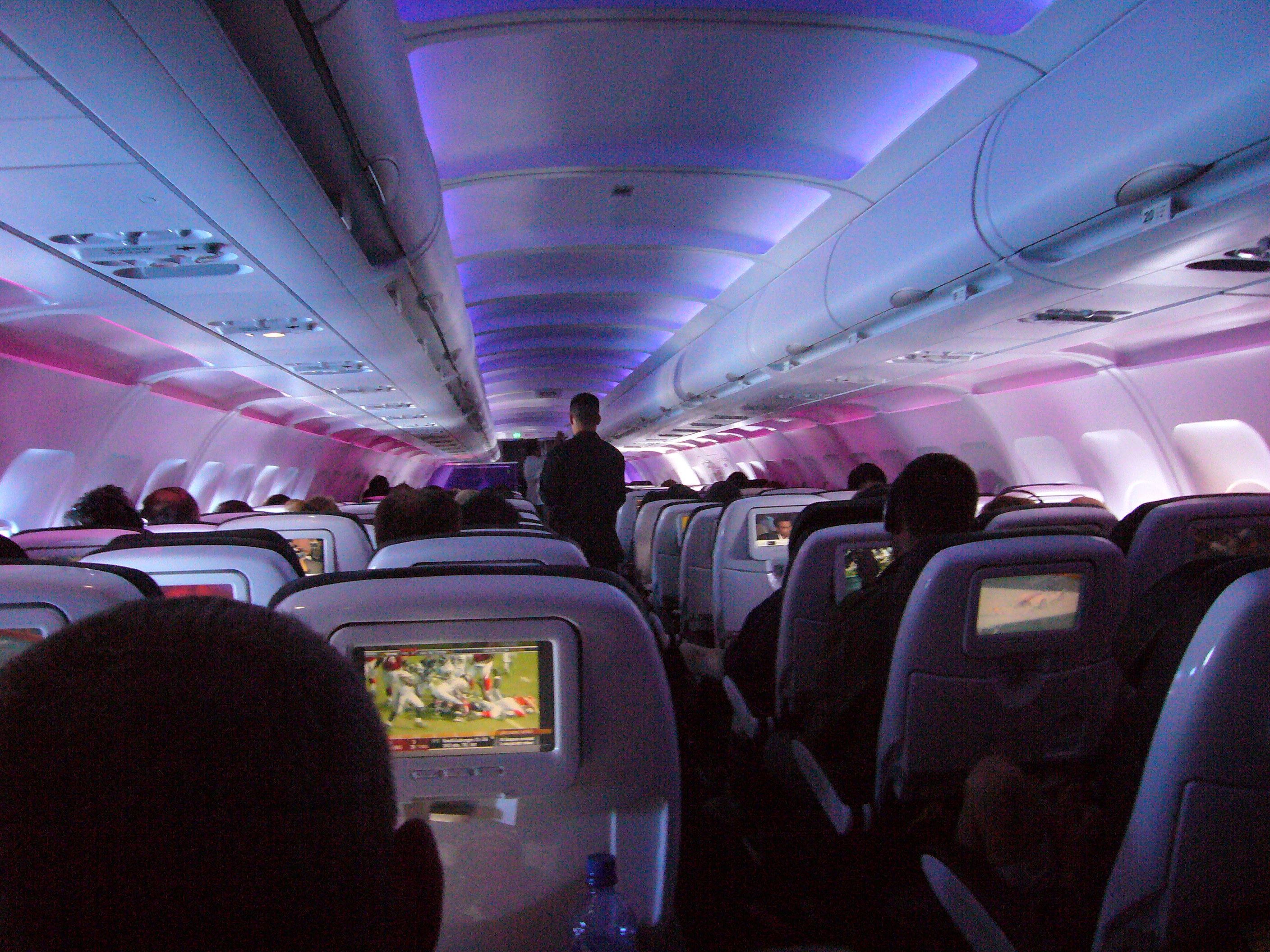
Cabine de passageiros do A320 Enhanced da Virgin America, com iluminação que reduz o jet lag.

A nova cabine de passageiros oferece um visual mais moderno, um novo purificador de ar e um catalisador para remover odores desagradáveis do ar e diodos de luz para a iluminação ambiente, que são controlados através de painéis touchscreen, disponíveis para os comissários. Esta versão também possui um compartimento de bagagem maior.
A nova configuração de cabine aumenta o espaço, tendo nos fundos da aeronave uma galley e dois lavatórios moduláveis. Após realocar as portas de saída de emergência, permitiu-se a adição de vinte passageiros na versão A321neo e nove passageiros na versão A320neo, mantendo o mesmo espaço entre poltronas que na versão original.
A mudança no design interior proporcionou, além de maior conforto para os passageiros, uma economia de combustível de 6%. A ampliação das portas de saída de emergência adicionou 100 quilos no peso total da aeronave.
O cockpit foi desenhado semelhante à versão original, para que pilotos certificados possam pilotar as duas versões, com apenas 24 horas de treinamento. Pela primeira vez, a Airbus utilizou totalmente o "glass cockpit", retirando todos os dispositivos analógicos, substituindo-os por telas de LCD. Além disso, os assentos foram redesenhados, proporcionando mais conforto para os pilotos e reduzindo o cansaço acumulado em viagens longas, e os vidros para-brisas foram aumentados, ampliando o campo de visão dos pilotos.

### Nova opção de motores

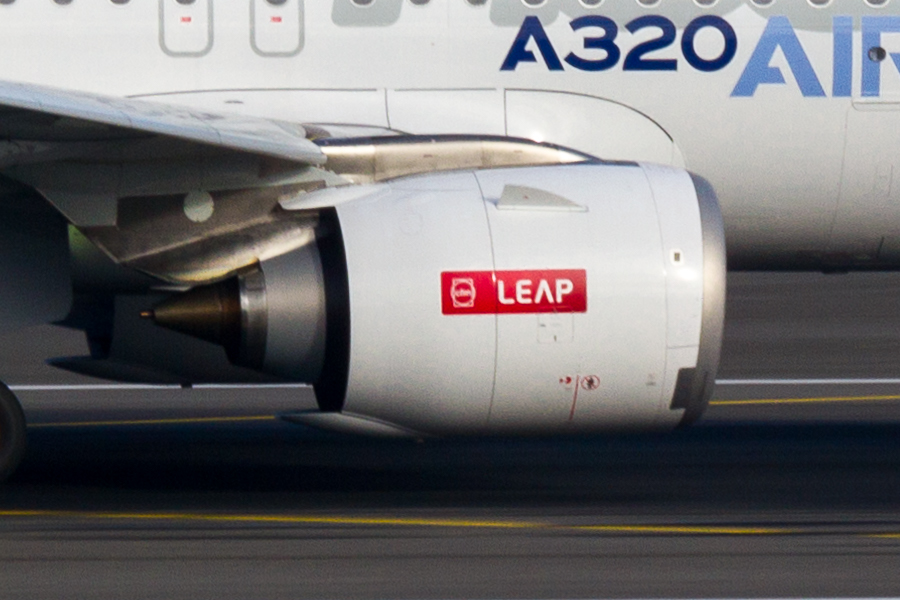
Motor CFM International LEAP-X.

No show aéreo de Singapura, em 2010, a Airbus informou que o anúncio oficial da aeronave seria feito no show aéreo de Farnborough de 2010. Mesmo antes do anúncio oficial, a Airbus já anunciou que os motores utilizados seriam o CFM International LEAP-X e Pratt & Whitney PW1100G. Os novos motores utilizam 16% menos combustível em relação aos motores CFM International CFM56, utilizados na versão original, e o custo de manutenção dos motores será 30% menor.

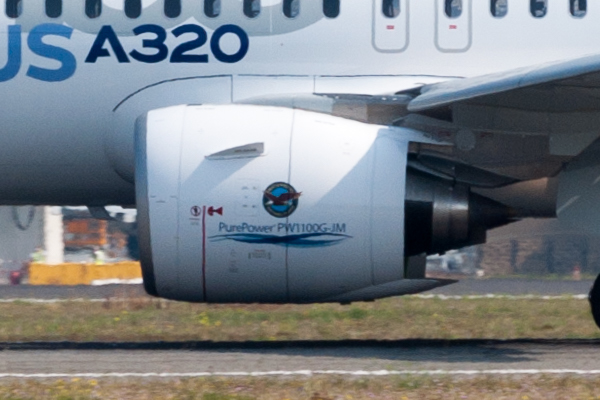
Motor Pratt & Whitney PW1100G.

Em 1 de dezembro de 2010, a Airbus lançou oficialmente o A320neo ("New Engine Option"), com um alcance adicional de 950 quilômetros ou duas toneladas adicionais de carga extra, planejando entregar quatro mil aeronaves em 15 anos. Inicialmente prevista para a primavera de 2016, a primeira entrega foi feita em outubro de 2015. A Airbus anunciou cerca de 15% de economia de combustível em relação à versão anterior, mantendo 95% de comunalidade no design da versão original.
Os dois motores que estavam disponíveis para a aeronave tiveram um número de aquisição semelhante, o que ajudou a reduzir os atrasos associados com grandes mudanças. A reorganização da cabine permitiu que fossem adicionados mais vinte passageiros, com uma economia de 20% no consumo de combustível por assento. O primeiro A320neo foi apresentado ao público pela primeira vez 1 de julho de 2014, na fábrica da Airbus em Toulouse. Esta versão teve uma redução na emissão de ruídos para 80 decibéis.
O primeiro voo ocorreu em 25 de setembro de 2014, partindo do aeroporto de Toulouse-Blagnac. A versão com motores Pratt & Whitney PW1100G foi certificada pela Administração Federal de Aviação (FAA) em 19 de dezembro de 2014. O primeiro voo realizado sem atrasos de datas foi uma vantagem do A320neo sobre os concorrentes, já que outras aeronaves como o Bombardier CSeries e o Boeing 737 MAX tiveram grandes atrasos no primeiro voo. A primeira entrega foi feita para a Lufthansa, que recebeu a aeronave em 20 de janeiro de 2016.
Estas melhorias na estrutura aerodinâmica da aeronave podem atingir um consumo de combustível cerca de 15% menor por aeronave, custos operacionais 8% mais baixos, redução na emissão de ruídos e redução na emissão de óxido de azoto (NO) em pelo menos 10%, em comparação com a série original, bem como um aumento de cerca de 500 milhas náuticas (900 quilômetros) no alcance. Uma nova organização da cabine permitiu mais vinte passageiros na classe econômica.

## Variantes
A Airbus oferece quatro variantes da aeronave, as versões A319neo, A320neo, A321neo e A321LR. E em breve, será lançada una quinta variante, o A321XLR.

### A319neo

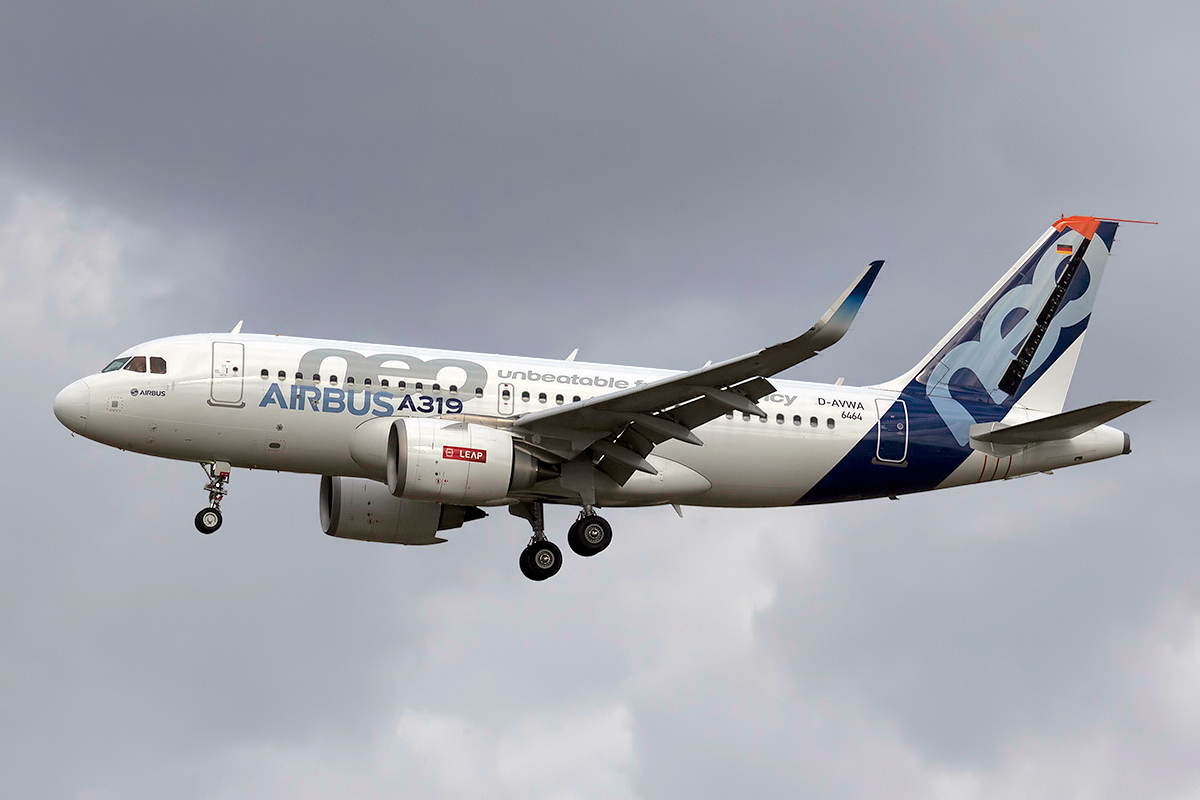
Protótipo do A319neo, durante programa de testes em Toulouse.

O modelo encontra-se em desenvolvimento. É a menor versão da aeronave, podendo carregar até 165 passageiros, a uma distância máxima de 7 750 quilômetros.

### A320neo

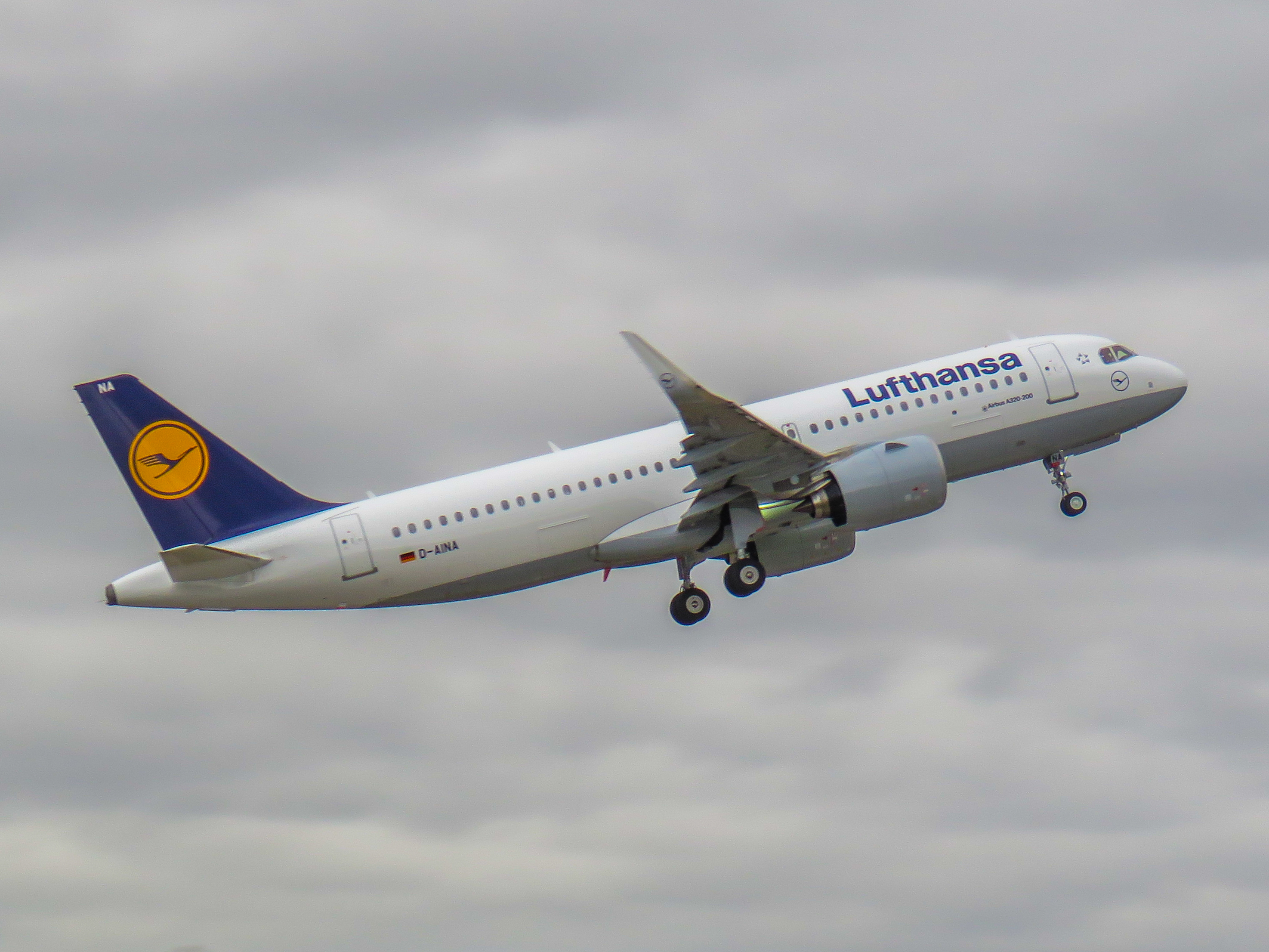
Primeiro A320neo da Lufthansa em Frankfurt.

A variante A320neo foi a primeira a voar e entrar em serviço. Com um peso máximo de decolagem de 79 toneladas, possui capacidade para 165 passageiros em uma configuração comum de duas classes, com um alcance de 6 850 quilômetros. Segundo a Airbus, esta variante possui uma economia de combustível de 16% por assento e um custo operacional 25% menor, em comparação com as versões anteriores. Esta variante é projetada para competir com o Boeing 737 MAX 8, ao mesmo tempo que substitui as versões anteriores do Airbus A320.
A Lufthansa foi a primeira companhia a receber esta versão. O primeiro A320neo fez seu primeiro voo em 25 de setembro de 2014. As certificações da Agência Europeia para a Segurança da Aviação e da Administração Federal de Aviação foram recebidas em 24 de novembro de 2015.

### A321neo

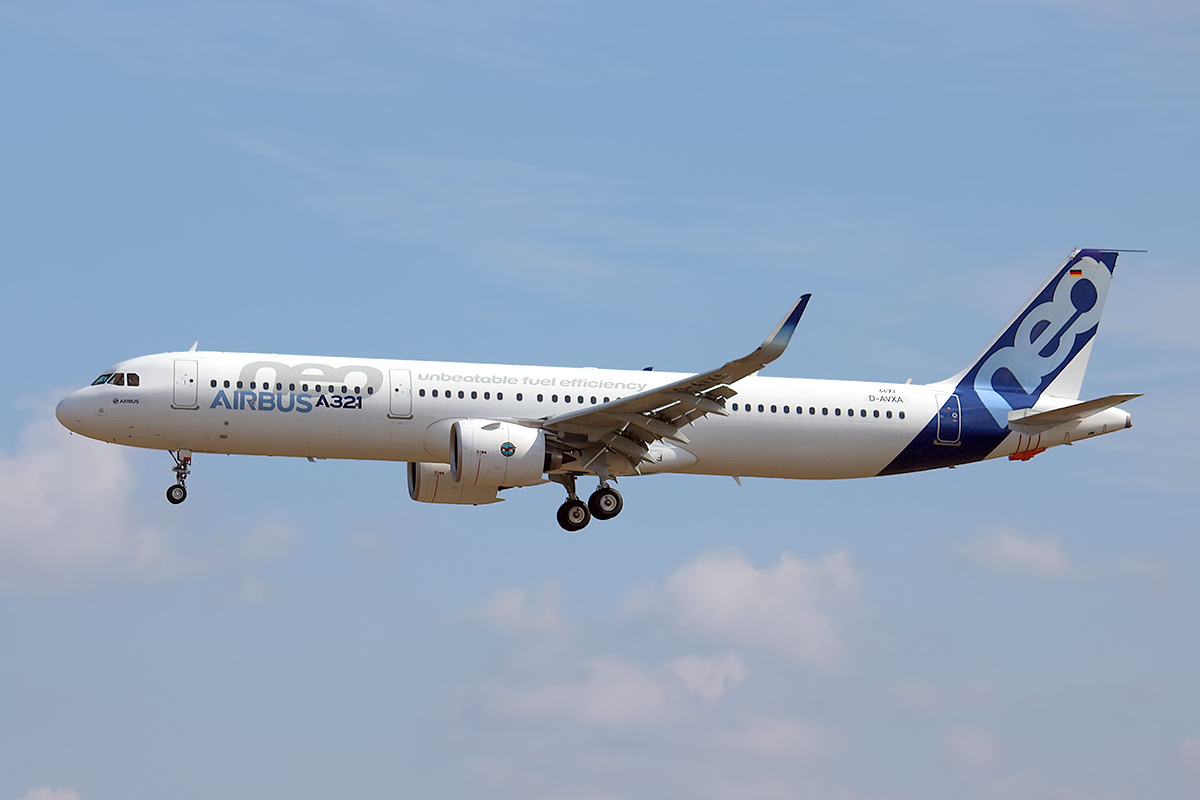
Protótipo do A321neo, durante programa de testes em Toulouse

O A321neo é a maior variante fabricada, com 44 metros de comprimento e pode acomodar até 206 passageiros em uma configuração comum de duas classes, com um alcance de 3 700 milhas náuticas (6 850 quilômetros). Com uma configuração interna de assentos 3-3, a aeronave é projetada para substituir o Airbus A321 e para competir com o Boeing 737 MAX 9 e Boeing 737 MAX 10. Segundo a Airbus, esta variante possui uma economia de combustível de 16% por assento e um custo operacional 25% menor, em comparação com as versões anteriores.
A companhia de leasing International Lease Finance Corporation será o primeiro cliente a receber a aeronave. O protótipo de testes voou pela primeira vez em 9 de fevereiro de 2016. No entanto, o avião sofreu um tailstrike três dias depois, fazendo com que a aeronave ficasse em manutenção por três semanas na base da Airbus em Toulouse. As certificações da Agência Europeia para a Segurança da Aviação e da Administração Federal de Aviação foram recebidas em 15 de dezembro de 2016.

#### A321LR

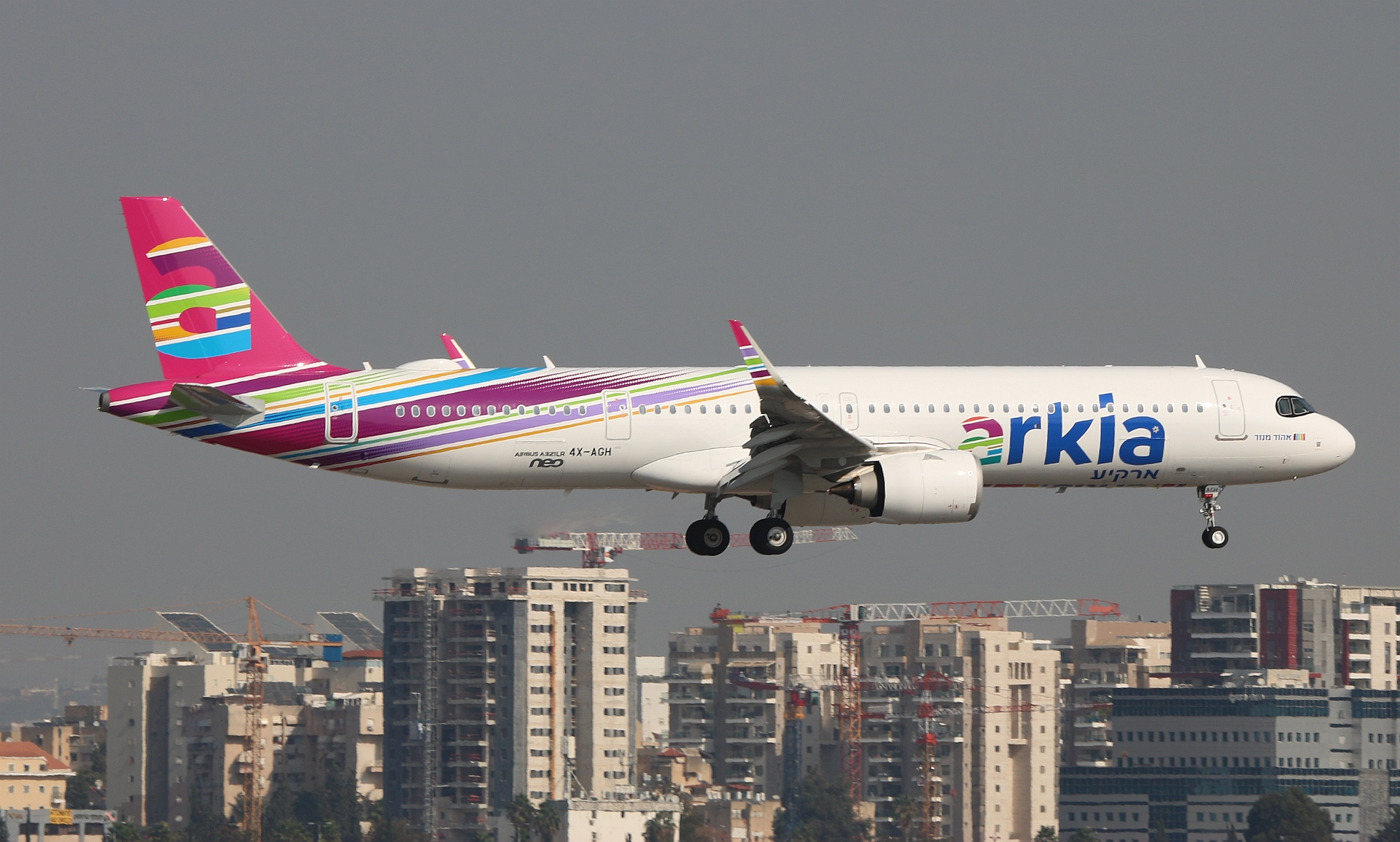
Primeiro A321LR da Arkia em Tel Aviv.

A variante A321LR (Long Range) terá seu peso máximo de decolagem aumentado para 97 toneladas e sua capacidade de combustível de 23 700 litros para 32 940 litros, sendo habilitado para fazer voos de até nove horas, sem precisar fazer escala. A TAP Portugal encomendou 24 aeronaves e irá utilizar a aeronave para voos sem escala entre Lisboa e cidades brasileiras e americanas. Na configuração que será utilizada pela TAP, em duas classes comuns, a aeronave teria uma capacidade para 168 passageiros, porém a configuração interna poderá ser reajustada. O primeiro A321LR já foi entregue e introduzido junto à TAP air Portugal, e está prevista para entrar em operação entre abril e maio de 2019.

#### A321XLR
Em 2018, com o sucesso do A321LR, a Airbus anunciou que estaria trabalhando em uma aeronave idêntica, porém com maior alcance. Nasceu assim o projeto do A321XLR (Extra Long Range), que usará o mesmo molde de motores e asas do A321LR, mas com tanques extras de combustível, o que lhe permite um alcance de mais tempo do que o seu antecessor, 10 horas de voo,  além de possuir trem de pouso mais reforçado para aumentar o peso. O primeiro A321XLR está previsto para ser lançado em 2021, e já atrai a atenção de muitas empresas aéreas do mundo. 

## Ordens e entregas
Em apenas dois anos após o lançamento, a aeronave recebeu dois mil pedidos, tornando-se a aeronave com vendas mais rápidas na história.
|         | Pedidos | Entregas |
| A319neo | 53      | –        |
| A320neo | 4 017   | 464      |
| A321neo | 2 215   | 105      |
| Total   | 6 285   | 569      |

|          |         | 2010 | 2011  | 2012 | 2013 | 2014  | 2015 | 2016 | 2017  | 2018 | Total |
| Pedidos  | A319neo | –    | 26    | 19   | –    | 2     | 3    | 5    | (-21) | 22   | 53    |
| Pedidos  | A320neo | 30   | 1 081 | 378  | 387  | 824   | 583  | 343  | 507   | 178  | 4 017 |
| Pedidos  | A321neo | –    | 119   | 81   | 341  | 183   | 301  | 363  | 418   | 90   | 2 215 |
| Pedidos  | Total   | 31   | 1 227 | 478  | 728  | 1 009 | 887  | 561  | 925   | 290  | 6 285 |
| Entregas | A319neo | –    | –     | –    | –    | –     | –    | –    | –     | –    | –     |
| Entregas | A320neo | –    | –     | –    | –    | –     | –    | 68   | 161   | 235  | 464   |
| Entregas | A321neo | –    | –     | –    | –    | –     | –    | –    | 20    | 85   | 105   |
| Entregas | Total   | –    | –     | –    | –    | –     | –    | 68   | 181   | 320  | 569   |

Atualizado em 25 de dezembro de 2018.
Gráfico de pedidos e entregas (cumulativo, por ano)

 Pedidos
 Entregas
Atualizado em 25 de dezembro de 2018.

## Especificações
|                             | A319neo                                                          | A320neo                                                           | A321neo                                                                          |
| --------------------------- | ---------------------------------------------------------------- | ----------------------------------------------------------------- | -------------------------------------------------------------------------------- |
| Tripulação                  | Dois (piloto e co-piloto)                                        | Dois (piloto e co-piloto)                                         | Dois (piloto e co-piloto)                                                        |
| Capacidade de passageiros   | 140 (duas classes) 160 (máximo)                                  | 165 (duas classes) 195 (máximo)                                   | 206 (duas classes) 240 (máximo)                                                  |
| Espaço entre assentos       |                                                                  | Alta densidade: 29 in (74 cm)                                     | Alta densidade: 28 in (71 cm)                                                    |
| Tamanho dos assentos        | Econômica: 18 in (46 cm)                                         | Econômica: 18 in (46 cm)                                          | Econômica: 18 in (46 cm)                                                         |
| Capacidade de carga         | 27 m³ (976 ft³)                                                  | 37 m³ (1,322 ft³)                                                 | 51 m³ (1,828 ft³)                                                                |
| Comprimento                 | 33,84 m                                                          | 37,57 m                                                           | 44,51 m                                                                          |
| Envergadura                 | 35,80 m                                                          | 35,80 m                                                           | 35,80 m                                                                          |
| Altura                      | 11,76 m                                                          | 11,76 m                                                           | 11,76 m                                                                          |
| Largura da cabine           | 3,7 m                                                            | 3,7 m                                                             | 3,7 m                                                                            |
| Velocidade de cruzeiro      | Mach 0.78 (447 kn, 828 km/h)                                     | Mach 0.78 (447 kn, 828 km/h)                                      | Mach 0.78 (447 kn, 828 km/h)                                                     |
| Peso máximo sem combustível | 60.3 t (132,900 lb)                                              | 64.3 t (141.800 lb)                                               | 75.6 t (166.700 lb)                                                              |
| Peso máximo de pouso        | 63.9 t (140.900 lb)                                              | 67.4 t (148.600 lb)                                               | 79.2 t (174.600 lb)                                                              |
| Peso máximo de decolagem    | 75.5 t (166.400 lb)                                              | 79 t (174.200 lb)                                                 | 93.5 t (206.100 lb) A321LR : 97 t (213.800 lb) A321XLR : 101 t (222.667 lb)      |
| Capacidade de combustível   | 26,730 l (7,060 USg)                                             | 26,730 l (7,060 USg)                                              | 23,700 l (6,261 USg) A321LR: 32,940 l (8,700 USg)                                |
| Alcance                     | 6,950 km (3,750 nmi)                                             | 6,500 km (3,500 nmi)                                              | 6,500 km (3,500 nmi) A321LR : 7,400 km (4,000 nmi) A321XLR: 8,700 Km (4,697 nmi) |
| Motores (x2)                | CFM International LEAP-X ou Pratt & Whitney PW1100G              | CFM International LEAP-X ou Pratt & Whitney PW1100G               | CFM International LEAP-X ou Pratt & Whitney PW1100G                              |
| Diâmetro das pás            | PW1100G: 81 in (206 cm) LEAP-1A: 78 in (198 cm)                  | PW1100G: 81 in (206 cm) LEAP-1A: 78 in (198 cm)                   | PW1100G: 81 in (206 cm) LEAP-1A: 78 in (198 cm)                                  |
| Empuxo                      | PW1124G: 107.82 kN (24,240 lbf) LEAP-1A24: 106.8 kN (24,010 lbf) | PW1127G: 120.43 kN (27,075 lbf) LEAP-1A28: 120,64 kN (27,120 lbf) | PW1133G: 147.28 kN (33,110 lbf) LEAP-1A32/33: 143,05 kN (32,160 lbf)             |

### Motores
| Designação do modelo | Motores       | Data da certificação   | Empuxo de decolagem     | Empuxo contínuo         |
| -------------------- | ------------- | ---------------------- | ----------------------- | ----------------------- |
| A320-271N            | PW1127G-JM    | 24 de novembro de 2015 | 12 043 daN (27 075 lbs) | 11 718 daN (26 345 lbs) |
| A320-251N            | CFM LEAP-1A26 | 31 de maio de 2016     | 12 064 daN (27 120 lbs) | 11 868 daN (26 680 lbs) |

## Acidentes
- No dia 2 de setembro de 2022, um Airbus A320neo da TAP Air Portugal operando o voo TP1492 de Lisboa para o Aeroporto Internacional de Ahmed Sékou Touré em Conacri bateu numa moto durante a aterragem. Ambos os ocupantes da motocicleta morreram e a aeronave sofreu danos no motor direito. Um piloto da moto foi identificado como segurança do aeroporto.[68]
- No dia 18 de novembro de 2022, um Airbus A320neo da LATAM Perú decolando do Aeroporto Internacional Jorge Chávez como voo 2213 de LATAM Perú para Juliaca colidiu com um carro de bombeiros que cruzava a pista durante um exercício de treinamento, matando dois bombeiros e ferindo um terceiro. Todos os 102 passageiros e 6 tripulantes a bordo escaparam ilesos. A aeronave foi danificada sem possibilidade de reparo.[69][70]